# Llengües teke-mbedes
Les llengües Teke–Mberes És un grup intermedi proposat de les llengües bantus, codificades com de la Zona B.50–80 a la classificació de Guthrie, juntament Songo. Segons Nurse& Philippson (2003), són:
- Nzebi (B.50)
- Mbete (B.60)
- Teke (B.70–80) (diverses llengües que conformen un node)
- Songo (H.20)

L'Ethnologue suggereix que el dialecte Songo del Yansi (B.80) podria ser el mateix que el Songo d'aquest grup.